# القابل (يريم)

تعديل مصدري - تعديل

القابل محلة تابعة لقرية مرسع، التابعة لعزلة عبيدة بمديرية يريم إحدى مديريات محافظة إب في الجمهورية اليمنية، بلغ تعداد سكانها 21 حسب تعداد اليمن لعام 2004.